# Димо Печеников
Димо Печеников-Лъва е български футболист, нападател-дясно крило.

## Кариера
Роден e на 28 февруари 1936 година. По произход е от Щип. 
Играл е за работническия отбор на завод Малчика (София) (1950–1952), Септември (София) (1953–1954 – 26 мача и 11 гола в Б група), Левски (София) (1955-1959), Ботев (Пловдив) (1959–1961) и Академик (София) (1961/1962 – 6 мача и 1 гол в Б група). Има 102 мача и 41 гола в А група (59 мача с 23 гола за Левски и 43 мача с 18 гола за Ботев). Вицешампион с Левски през 1956 и 1958, бронзов медалист с Левски през 1957 и 1959 и с Ботев през 1961 година, трикратен носител на Купата на Съветската армия с Левски през 1956, 1957 и 1959 г. Дебютира за А националния отбор на 21 юли 1957 година в контролата срещу СССР в София – влиза като смяна на мястото на Спиро Дебърски, изиграл е общо 3 мача. За младежкия национален отбор има 7 мача и 3 гола, а за юношеския тим има 9 мача и 7 гола, от които два хеттрика на турнира в Италия през 1954. Получава предложение да играе за Фиорентина, но италианците не могат да му осигурят преминаването по легален път. През 1956 Фиорентина става шампион на Италия, а през 1957 г. играе финал за КЕШ. На 13 октомври същата година Печеников претърпява тежка контузия. При сблъсък с вратаря на Спартак (Пл) Стойнов кракът му е счупен на 2 места и не играе 5 месеца. През есента на 1959 година идва и повиквателната за казармата. Първоначално дясното крило трябва да замине за Сливен, но впоследствие в наддаването се включва командващият Втора армия генерал Величко Георгиев и Печеников отива в Ботев (Пд). Той остава там до края на военната си служба, играейки с постоянни болки в глезена и коляното. След уволнението опитва за кратко в Академик (Сф), но последиците от контузията се оказват непреодолими.
Става треньор на Миньор (Бургас) и Миньор (Враца).
Почива на 30 май 2005 година.<ref name="Levski"*>